# Roanoke (Alabama)
Roanoke é uma cidade localizada no estado americano de Alabama, no Condado de Randolph.

## Demografia
Segundo o censo americano de 2000, a sua população era de 6563 habitantes.
Em 2006, foi estimada uma população de 6661, um aumento de 98 (1.5%).

## Geografia
De acordo com o United States Census Bureau, a localidade tem uma área de 49,4 km², dos quais 48,7 km² cobertos por terra e 0,7 km² cobertos por água.

## Localidades na vizinhança
O diagrama seguinte representa as localidades num raio de 32 km ao redor de Roanoke.